# 新潟県立長岡工業高等学校
新潟県立長岡工業高等学校（にいがたけんりつ ながおかこうぎょうこうとうがっこう、英称：Niigata Prefectural Nagaoka Technical High School）は、新潟県長岡市にある県立工業高等学校である。
専門高校活性化「長岡CAT」プロジェクト（模擬株式会社）の運営校のひとつ。

## 概要
本校の起源は1903年に中蒲原郡村松町（現：五泉市村松）に開校した新潟縣立工業學校に遡る。本校は新潟県内に初めて設立された工業系の学校であり、新潟縣立工業學校の時代より幾多の改称と変遷を経て現在に至るまで、県内外を問わず多くの人材を輩出している。
本校は実業学校令に基づく新潟県内初の工業学校であった。縣立工業學校は1909年から1911年にかけて長岡市の東千手町（長岡市東千手國民學校の設置を経て、現：南町→長岡市立南中学校の所在地）に移転した。
1940年には現在の所在地である西千手町（現：幸町）に移転し、戦後の学制改革に伴い新潟縣立長岡工業高等學校となって現在に至る。（正門の学校表示はこのとき設置されたもの）
また、本校は2009年2月23日に経済産業省より「地域活性化に役立つ近代化産業遺産」部門に於いて、正門の門柱が産業遺産の認定を授与されている。
かつては制服に取り付けるバッジが校章の代わりに各学科の科章として、長方形（横長）で科を表す色に学年に応じた白線（1年生：1本・2年生：2本・3年生：3本）を組み合わせたシンプルなものを使用していたが、2014年度からはコース制導入に伴い校章バッジを新たに付けることになり、平成26年度入学生から科章は廃止された。
＊科の色　テキスタイルデザイン工学科（以前の染織科）：赤色・機械科：緑色・電子機械科：水色・工業化学科：紫色・電気科：燈色（オレンジ色）・電子科：黄色
平成26年度入学生からは工業科として一括で募集（くくり募集）し、2学年次よりコース（専門学科）を選択する4学科6コース制（６学級）に移行した。
令和3年度入学生より1学級減となり、５学級となる。なお、4学科6コース制は維持されている。

## 校歌
作詞：石丸一馬
作曲：若林孫次

## 設置課程
- 全日制課程（工業科一括募集・設置：2014年度）
  - 工業科
    - （1年次）

  - 機械工学科
    - 機械創造コース
    - 電子機械コース

  - 電気電子工学科
    - 電気エネルギーコース
    - 電子制御コース

  - 物質工学科
    - 材料環境工学コース（名目設置）

  - 産業デザイン科
    - 産業デザインコース（名目設置）

### 廃止された課程
- 全日制課程（各学科1学級設置・廃止：2014年度）
  - 機械科
  - 電子機械科
  - 電子科
  - 電気科
  - 工業化学科
  - テキスタイルデザイン工学科
  - 染織科（廃止：1997年度→テキスタイルデザイン工学科に転換）
- 夜間定時制課程（募集停止：1997年度・廃止：1999年度）

## ギャラリー

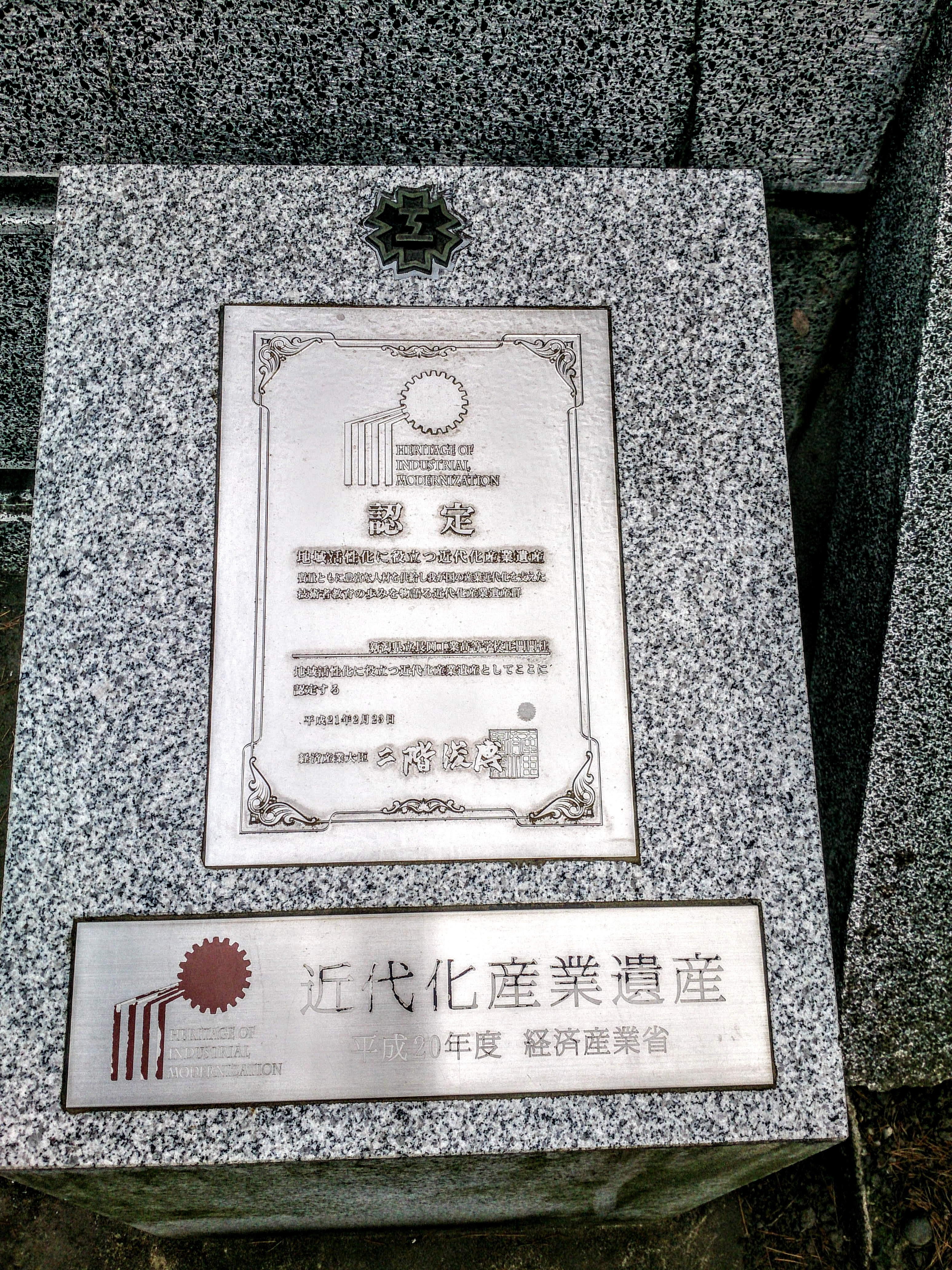
経済産業省より授与された近代化産業遺産のプレート
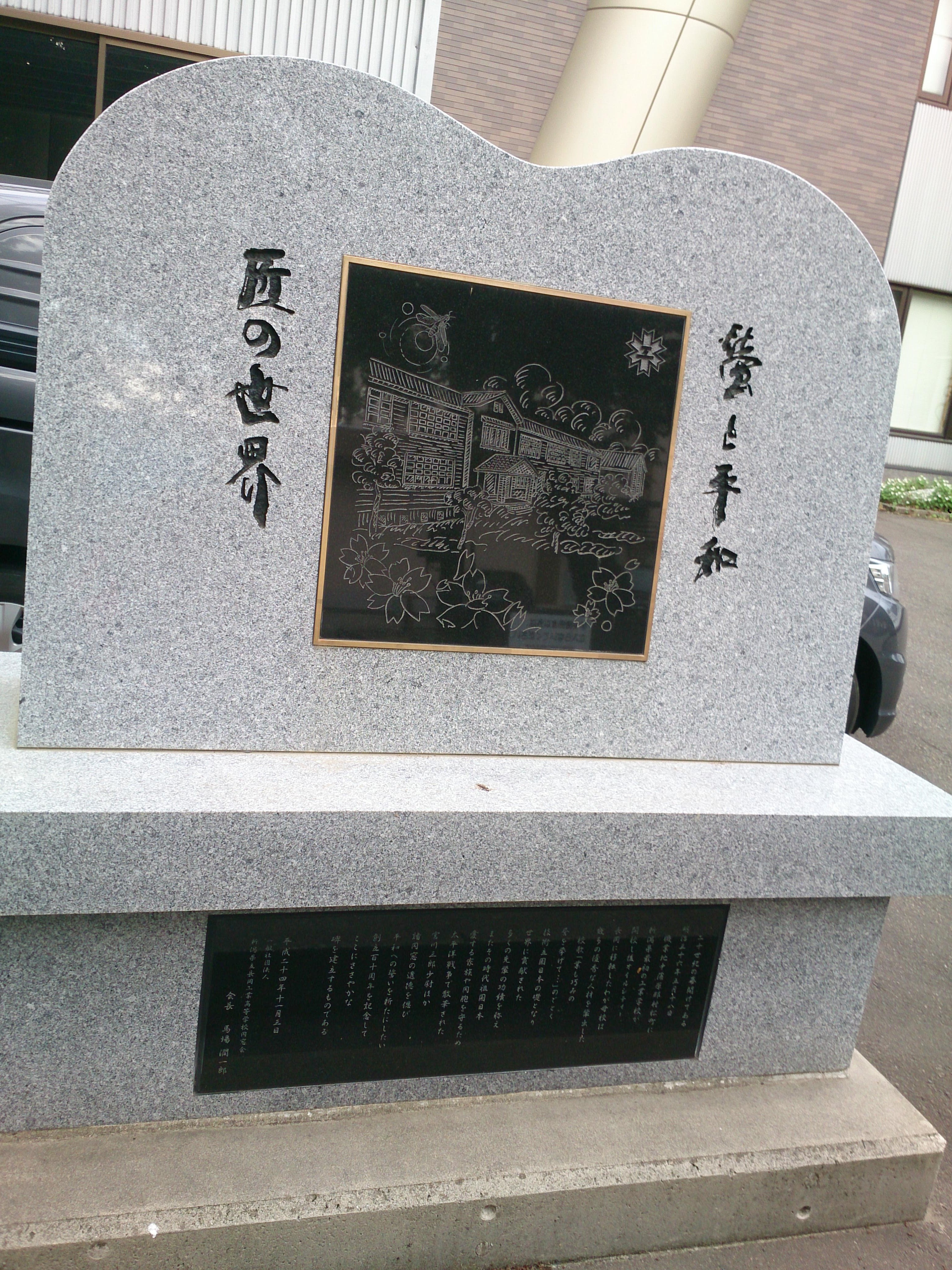
歴史資料館前にある石碑
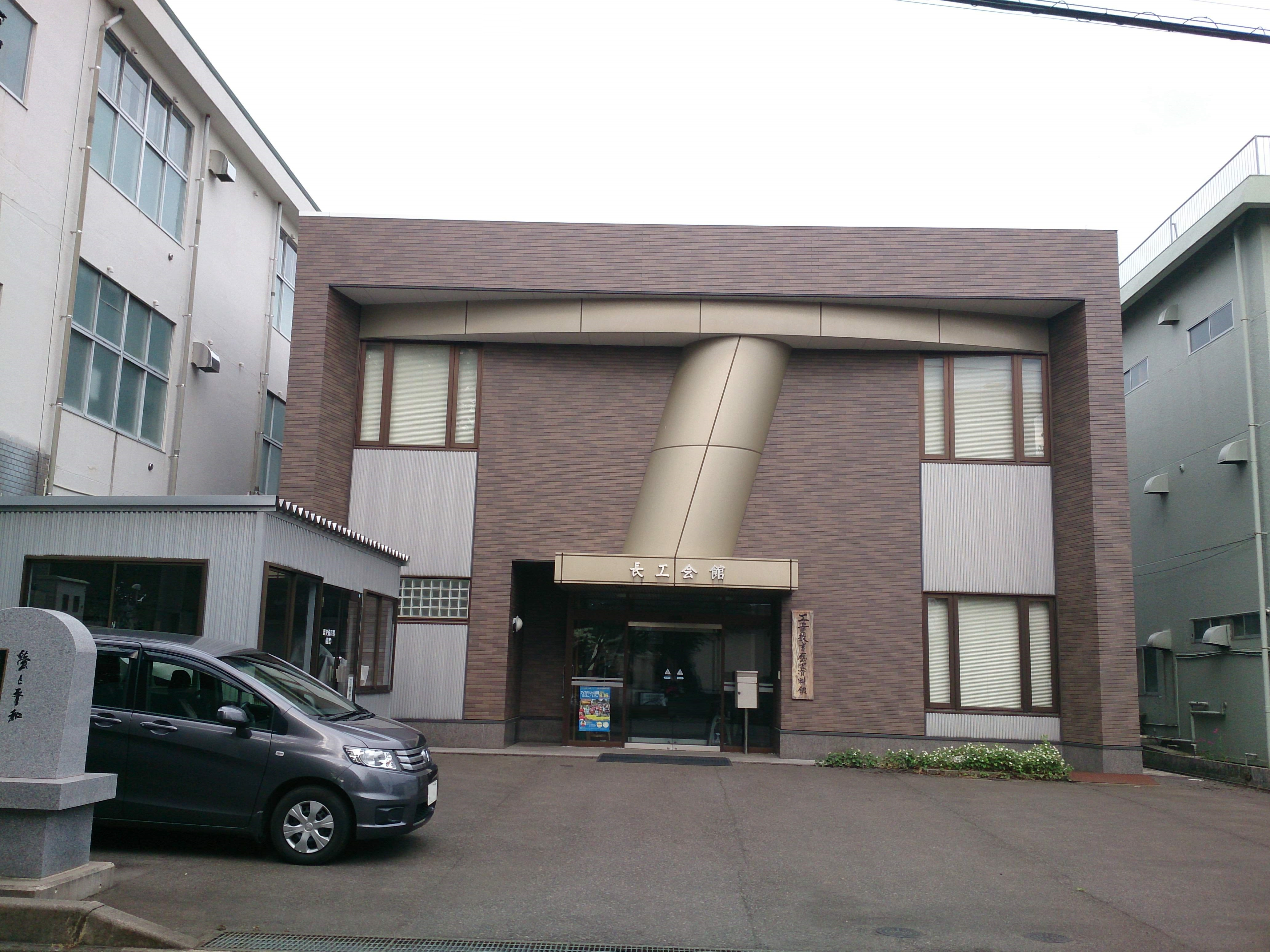
校舎の真向いに所在する本校の歴史資料館

## 沿革
- 1901年9月27日 - 新潟縣立工業學校の設立が認可される。
- 1903年5月18日 - 中蒲原郡村松町に新潟縣立工業學校が開校し、この日より授業を開始（創立記念日）。
- 1906年4月1日 - 新潟縣立村松工業學校と改称。
- 1909年4月1日 - 長岡市東千手町に新潟縣立工業學校が開校。これに伴い村松工業學校は募集停止となり、教員は両校を兼務する。
- 1911年4月4日 - 東千手町の校舎が完成し村松工業學校よりの移転が完了。
- 1921年4月1日 - 新潟縣立長岡工業學校と改称。
- 1940年10月21日 - 長岡市西千手町に新校舎完成移転。
- 1945年8月1日 - 長岡空襲により校舎焼失。以後仮校舎を使用する。
- 1948年4月1日 - 学制改革により新潟県立長岡工業高等学校となる。
- 1948年7月13日 - 校舎が復旧し仮校舎より移転。
- 1979年より、校舎の老朽化に伴う改築校舎への移転開始
- 1986年4月 - 電子機械科1学級新設（機械科1学級減）
- 1988年4月 - 電子機械科1学級増設（機械科、さらに1学級減）
- 1997年4月1日 - 定時制課程「機械科」の募集を停止し、全日制課程「染織科」を全日制課程「テキスタイルデザイン工学科」に転換する。
- 1999年10月23日 - 定時制の閉課程式典を挙行する。
- 2002年11月9日 - 創立100周年記念式典を挙行する。
- 2008年11月15日 - 管理・普通教室棟改修・補強建築工事が完了する。
- 2009年12月10日 - 普通教室棟の耐震補強工事が完了する。
- 2011年12月15日 - 工業実習棟の耐震補強工事が完了する。
- 2012年10月23日 - 正門に産業遺産記念碑を設置する。
- 2012年11月3日 - 創立110周年記念式典を挙行する。
- 2012年11月30日 - 普通教室棟の改修工事が完了する。
- 2012年11月30日 - 普通教室棟の改修工事が完了する。
- 2014年4月 - 新入生より工業科として一括くくり募集を開始し4学科6コース制に移行する。
- 2021年4月 - 新入生より５学級募集となる。4学科6コース制は維持されている。

## 部活動

### 運動部
- 野球部

2007年夏の第89回全国高等学校野球選手権新潟大会では準決勝進出。
2016年春の大会ではベスト4、夏の大会ではベスト8。
2017年夏の大会でベスト8。
2019年秋の大会でベスト8。
- バドミントン部

2006年は男子団体で県大会優勝、北信越大会・インターハイ出場。2007年は男子団体で県大会準優勝、北信越大会出場。2008年・2009年は男子団体で県大会3位、北信越大会出場。
- サッカー部
- 陸上競技部
- 水泳部
- 卓球部
- ソフトテニス部
- テニス部
- バレーボール部

2013年県大会優勝。
- バスケットボール部
- 山岳部
- 柔道部
- 剣道部
- ラグビー部

2001年に設立された。近年(2007年春季・2009年春季）では、7人制ラグビーで地区大会及び県大会で優勝している。
- アーチェリー部

県内で有力校として認識されている
- 新潟県高等学校総合体育大会　2011年,2012年男子団体1位、男子個人1位
- 北信越高等学校体育大会　2012年男子団体1位、男子個人1位
- 全国高等学校総合体育大会　2010年,2013年男子個人出場　2011年,2012年男子団体出場
- 全国高等学校アーチェリー選抜大会県予選　2010年,2011年,2012年男子個人1位
- 全国高等学校アーチェリー選抜大会　2011年3月(東日本大震災のため中止)　2012年,2013年男子個人出場

### 文化部
- ロボット部

ロボット部にはアイディア部門、サッカー部門、ダンス部門、マイコンカーラリー部門、ソーラーカー部門の部門に分かれ活動を行なっている。
- RoboCup Juniorの強豪校として知られており、毎年全国大会で上位入賞している。
- 2002年から2008年：全国高等学校ロボット競技大会に7年連続出場（震災で1度辞退あり）　
- 2002年には全国大会入賞、その後の世界大会でも初出場にして入賞を果たしている。県内最多全国大会出場校である。
- 2008年にも全国大会ベスト8で第5位入賞。敢闘賞を受賞した。
- 2012年にはサッカー部門、ダンス部門共に全国大会を制し、優勝。その後行われたロボカップ２０１２メキシコ世界大会ではサッカー部門はスーパーチームで３位、ダンス部門は構造などが評価されたナイスコンストラクション賞を受賞。

- 文芸部
- 理数部
- マンドリン部
- 美術部
- 書道部
- 写真部
- 計算機部
- 園芸部
- アマチュア無線部
- 吹奏楽部

### 同好会
- 囲碁同好会
- 英語同好会
- 新聞局
- 会誌局
- 放送局
- 化学同好会

## 著名な出身者（あいうえお順）
- 今村佳太（バスケットボール選手）
- 粉川昭一（元日光市長）3年次迄在学、その後転校
- 斎藤信治（法学者・中央大学名誉教授）
- 佐藤信幸（元：新潟県議会議員）
- 月形那比古（陶芸家）
- 鳥羽忠信（材料科学技術振興財団山崎貞一賞受賞・半導体及び半導体装置分野）
- 馬場潤一郎（（元：栃尾市長・元：新潟県議会議員・（財）新潟県体育協会会長）
- 真島一男（元：参議院議員・元：通産政務次官・元：建設省都市局長）
- 宮川三郎（特別攻撃隊隊員・死後陸軍少尉となる）
- 山下進（新潟清酒学校校長）

## 交通アクセス
- JR東日本（上越新幹線・信越本線・上越線）長岡駅より約1.7 km（徒歩：約20分）
- 越後交通・幸町バス停より約100m（徒歩：約1分）